# Недужко Ігор Маркович
Ігор Маркович Неду́жко (7 березня 1934, Дніпропетровськ — 15 січня 2017, Київ) — радянський та український кінооператор вищої категорії, майстер підводних зйомок та педагог; член Спілки кінематографістів України з 1979 року.

## Життєпис
Народився 7 березня 1934 року у місті Дніпропетровську (нині Дніпро, Україна) в сім'ї службовців. 1956 року закінчив Київський політехнічний інститут.
З 1960 року працював майстром, інженером Київського інституту автоматики; з 1967 року очолював кінофотолабораторію та був оператором підводних зйомок клубу «Океанія» Академії наук Української РСР; протягом 1971—1998 років — оператор «Київнаукфільму».
Протягом 1998—2008 років викладав у Київському національному університеті культури і мистецтв. Також був доцентом Київського міжнародного університету, де викладав в Інституті телебачення, кіно і театру (2003—2010). 
Серед учнів: режисер, актор, та телеведучий Олександр Жеребко; режисер, продюсер Натела Чхартішвілі-Зацаринна та інші.
Помер у Києві 15 січня 2017 року.

## Творчість
режисер
- 1992 — «Казимир Великий, або Малевич Мужицький»[3];
- 2001 — «Знак Божої іскри» (фільм про українського живописця Олександра Богомазова)[4].

кінооператор
Зняв понад двохсот стрічок, зокрема:
- 1972 — «Контактне зварювання»;
- 1972 — «Плазмово-дуговий переплав» (гран-прі Міжнародного кінофестивалю технічних фільмів, Пардубиці, Чехословаччина, 1973; Срібна медаль Міжнародного кінофестивалю, Белград, 1974);
- 1973 — «Конструкція і монтаж паливоподачі»;
- 1974 — «Вплив параметрів зварювання на геометрію шва»;
- 1974 — «Попередньо напружений залізобетон»;
- 1975 — «Люди великої мужності» (золота медаль VII Міжнародного кінофестивалю медично-санітарних фільмів, Варна, Болгарія, 1977);
- 1975 — «Модель відкриття»;
- 1975 — «Ці місткі частки секунди» (срібна медаль ВДНГ, 1976);
- 1976 — «Створи гармонію»;
- 1977 — «Столиця зварювання» (приз «Великий гранат» Міжнародного кінофестивалю технічних фільмів, Пардубиці, ЧССР, 1978);
- 1979 — «Загадковий світ тварин» (почесний диплом журі XIII Всесоюзного кінофестивалю, Душанбе, 1980);
- 1979 — «Зоопсихологія»;
- 1979 — «Щоденне диво»;
- 1980 — «Тримати!»;
- 1981 — «Організатор свята — до ваших послуг»;
- 1982 — «Ведмежа»;
- 1986 — «Вчитель, якого чекають»;
- 1987 — «Білий олень тундри»;
- 1988 — «Абетка для котиків»;
- 1992 — «Слов'янський детектив» (стрічка із документального циклу «Невідома Україна. Лікарська справа в Україні»);
- 1993 — «Ті, що приборкали коня. Фільм 7» (стрічка із документального циклу «Невідома Україна. Нариси нашої історії»);
- 1996 — «Україна — космос. Вибір шляху»;
- 1997 — «Два життя Соломії»;
- 1997 — «Жезли Меркурія»;
- 1997 — «Національний музей „Чорнобиль“»;
- 2002 — «Витоки. Повість минулих літ»;
- 2002 — «Ще як були ми козаками. У колі першім»;
- 2004 — «Коли курличуть журавлі»;
- 2005 — «Жар-птиця»;
- 2007 — «Подаруй мені собаку»;

підводні зйомки
- 1983 — «Люди і дельфіни» (4 серії);
- 2004 — «Портрет, написаний глибиною» (приз за найкращий документальний історичний фільм 32-го Всесвітнього фестивалю підводного зображення, Антіб, Франція, 2005).

У 2005 році в Києві став одним з організаторів міжнародного фестивалю підводного зображення «Срібна акула».